# Schytlobud-1 Charkiw
Schytlobud-1 Charkiw (ukrainisch Жіночий футбольний клуб «Житлобуд-1» Харків) ist ein ukrainischer Frauenfußballverein aus Charkiw.

## Geschichte
Der Verein wurde 2002 unter dem Namen Kondyzioner Charkiw gegründet und wurde sofort in der Ukrainian Women’s League, der höchsten Frauenspielklasse, aufgenommen. Bereits in der Saison 2002/03 gelang der Mannschaft der Gewinn der Meisterschaft. Den Erfolg wiederholten sie 2003/04 erneut. Fünf weitere Meistertitel folgten bis 2013. Auch im Pokal gewannen sie bisher siebenmal. Im Februar 2004 wurde der Verein in Metalist Charkiw umbenannt. 2005 gab es eine erneute Umbenennung in Arsenal Charkiw. Ein Jahr später 2006 folgte bisher die letzte Umbenennung in Schytlobud-1 Charkiw.

## Erfolge
- Ukrainian Women’s League: 2002/03, 2003/04, 2005/06, 2007/08, 2010/11, 2011/12, 2012/13[3]
- Ukrainian Women’s Cup: 2002/03, 2003/04, 2005/06, 2006/07, 2007/08, 2009/10, 2010/11

## UEFA Women’s Cup / UEFA Women’s Champions League
| Wettbewerb                            | Runde             | Gegner                | Spiel   |
| ------------------------------------- | ----------------- | --------------------- | ------- |
| UEFA Women’s Cup 2004/05              | Gruppe 6          | KÍ Klaksvík           | 2:1     |
| UEFA Women’s Cup 2004/05              | Gruppe 6          | Cardiff City LFC      | 8:1     |
| UEFA Women’s Cup 2004/05              | Gruppe 6          | KS AZS Wrocław        | 0:2     |
| UEFA Women’s Cup 2005/06              | Gruppe 7          | KS AZS Wrocław        | 0:5     |
| UEFA Women’s Cup 2005/06              | Gruppe 7          | Maccabi Holon         | 8:1     |
| UEFA Women’s Cup 2005/06              | Gruppe 7          | AEK Kokkinochorion    | 20:0    |
| UEFA Women’s Cup 2007/08              | Gruppe 7          | Dinamo Tiflis         | 14:0    |
| UEFA Women’s Cup 2007/08              | Gruppe 7          | ŽFK Napredak Kruševac | 4:2     |
| UEFA Women’s Cup 2007/08              | Gruppe 7          | WFC Rossiyanka        | 0:3     |
| UEFA Women’s Champions League 2009/10 | Sechzehntelfinale | Umeå IK               | 0:5 (H) |
| UEFA Women’s Champions League 2009/10 | Sechzehntelfinale | Umeå IK               | 0:6 (A) |
| UEFA Women’s Champions League 2012/13 | Gruppe 6          | KÍ Klaksvík           | 2:1     |
| UEFA Women’s Champions League 2012/13 | Gruppe 6          | Ada Velipoje          | 14:1    |
| UEFA Women’s Champions League 2012/13 | Gruppe 6          | Apollon Limassol      | 0:3     |
| UEFA Women’s Champions League 2013/14 | Gruppe 3          | Crusaders Strikers    | 5:0     |
| UEFA Women’s Champions League 2013/14 | Gruppe 3          | Raheny United         | 2:1     |
| UEFA Women’s Champions League 2013/14 | Gruppe 3          | MTK Budapest FC       | 0:1     |
| UEFA Women’s Champions League 2014/15 | Gruppe 4          | Belfast United LFC    | 5:0     |
| UEFA Women’s Champions League 2014/15 | Gruppe 4          | FC Union Nové Zámky   | 3:1     |
| UEFA Women’s Champions League 2014/15 | Gruppe 4          | Glasgow City LFC      | 0:4     |
| UEFA Women’s Champions League 2015/16 | Gruppe 8          | Rīgas FS              | 4:1     |
| UEFA Women’s Champions League 2015/16 | Gruppe 8          | FC Union Nové Zámky   | 5:0     |
| UEFA Women’s Champions League 2015/16 | Gruppe 8          | PK-35 Vantaa          | 1:2     |